# Conolophia helicola
Conolophia helicola är en fjärilsart som beskrevs av Swinhoe 1894. Conolophia helicola ingår i släktet Conolophia och familjen mätare. Inga underarter finns listade i Catalogue of Life.